# Dactylochelifer
Dactylochelifer is een geslacht uit de familie van de Cheliferidae.

## Verspreiding en leefgebied
De soorten uit dit geslacht komen voor op het noordelijk halfrond in zeer uiteenlopende habitats. Sommige soorten zijn beperkt tot de kustwateren.